# Турин (метропольный город)
Метропо́льный город Турин (итал. Città metropolitana di Torino) — территориальная единица в области Пьемонт в Италии. Образован в 2015 году на месте провинции Турин. Занимая 6826,91 км², является самым обширным по площади метропольным городом Италии.
Центр территориальной единицы находится в собственно городе Турин. 

## География
На севере Турин граничит с областью Валле-д’Аоста, на востоке — с провинциями Биелла, Верчелли, Алессандрия и Асти, на юге — с провинцией Кунео (провинция), на западе — с Францией (ей регионами Овернь — Рона — Альпы и Прованс — Альпы — Лазурный Берег). 
Северная и восточная часть территории метропольного города занята горными массивами Котские Альпы, Грайские Альпы с горой Гран Парадизо, Пеннинские Альпы с массивом Монте Роза.

## Коммуны
В метропольный город входят 312 коммун:

## Природа
На территории метропольного города находится национальный парк Гран Парадизо, 10 региональных природных парков, несколько заповедников.